# Mi farò trovare pronto
Mi farò trovare pronto è un singolo del cantautore italiano Nek, pubblicato il 6 febbraio 2019 come primo estratto dal quattordicesimo album in studio Il mio gioco preferito: parte prima.

## Descrizione
Il brano è stato presentato dal cantante in occasione della sua partecipazione al 69º Festival di Sanremo, classificandosi 19º.

## Video musicale
Il videoclip, diretto da Gaetano Morbioli, è stato pubblicato il 5 febbraio 2019 attraverso il canale YouTube della Warner Music Italy.

## Tracce
Testi e musiche di Nek, Luca Chiaravalli e Paolo Antonacci.
1. Mi farò trovare pronto – 3:01

## Formazione
Musicisti
- Nek – voce, batteria, chitarra elettrica e acustica, introduzione di pianoforte, cori
- Luca Chiaravalli – pianoforte, tastiera, programmazione, moog, chitarra acustica ed elettrica
- Ganluigi Fazio – tastiera, programmazione, cori
- Massimo Zanotti – arrangiamento e programmazione strumenti ad arco
- Eleonora Montagnana – violino

Produzione
- Nek – produzione
- Luca Chiaravalli – produzione, registrazione presso i Dakron Studio, missaggio
- Gianluigi Fazio – produzione, registrazione presso i Karmadillo CF
- Alex Trecarichi – missaggio
- Antonio Baglio – mastering

## Classifiche
| Classifica (2019) | Posizione massima |
| ----------------- | ----------------- |
| Italia            | 41                |